# 强殖装甲：暗黑英雄
《强殖装甲：暗黑英雄》（英語：Guyver: Dark Hero，或記為）是一部1994年美國超級英雄電影，改編自高屋良樹的同名日本漫畫，兼1991年電影《強殖裝甲》的續集。電影由王孫杰執導，奈森·朗編寫劇本，大衛·海特取代前集的傑克·阿姆斯特朗（Jack Armstrong）擔任主角。劇情講述西恩·巴克（Sean Barker）抗拒外星生物裝甲「卡巴」，但必須阻止「克諾斯」（Chronos）公司挖掘卡巴起源的秘密。
與上一部電影不同的是，《强殖装甲：暗黑英雄》較為還原原作且更加嚴肅、黑暗的基調，也因幾處血腥和殘酷的橋段而被評為R級。因製作預算低廉，本片在美國僅影帶首映，但在國外市場採院線有限上映，最先於1994年4月20日日本發行。雖然發行規模不大，但《强殖装甲：暗黑英雄》口碑普遍被視為更勝前作，並取得邪典電影地位。

## 劇情
扳倒大企業「克諾斯集團」（Cronos Corporation）一年後，西恩·巴克持續利用「卡巴」（The Guyver）單元之力打擊犯罪。不幸的是，卡巴單位的殺戮慾望令西恩倍感疲倦。當發現猶他州山區發現的夢中所見圖像相似的洞穴壁畫後，他前往該處考古挖掘。啟程前，他與無法接受此行徑的女友瀬川瑞紀分手。一路上結識了馬可斯·愛德華茲博士之女柯莉·愛德華茲，並說服柯莉帶自己前往考古地區。
到達後，西恩發現了以前曾被自己殺死的獸化兵（Zoanoid）利斯克頭骨。晚上，持續恐嚇考古挖掘的獸化兵沃爾克現身，西恩變身成卡巴與對方交手，直到柯莉等人前來而中斷，沃爾克趁機溜走。西恩受到政府人士艾金斯指揮官的質疑。艾金斯向西恩表示，被摧毀的克諾斯僅僅是洛杉磯的分部，另一間分部目正是獸化兵山中襲擊的幕後黑手。
第二天，考古隊發現了一艘外星飛船。在多次試圖進入失敗後，這艘船神秘地打開了一個艙口供人進入。西恩在裡頭嘗試與飛船溝通，要求移除他體內的卡巴。與此同時，柯莉發現了一枚損壞的卡巴單元，但資助方代表亞倫·克蘭卻將單元沒收。心生不滿的柯莉想與他談判，但發現對方實際上為克諾斯集團工作，並計劃將此地的非克諾斯人士斬草除根。柯莉被沃爾克逮得正著，克蘭讓她被沃爾克和莫克的一輛吉普車送走；馬可斯在途中攔截他們，原來馬可斯也是獸化兵。馬可斯對付獸化的沃爾克和莫克，但不敵一對二。在營地，克蘭向西恩展現獸化，提議加入他們的啟動飛船並讓自己恢復成普通人的計畫，但當西恩拒絕後，保全主管布蘭蒂偷襲了他並施以鎮定劑。艾金斯解救了西恩，但後者急於拯救柯莉而離去。在殺死獸化兵莫克和沃爾克後，卡巴狀態的西恩放過了馬可斯，並將自己的真面目告訴給柯莉。
在營地，艾金斯帶來突擊隊員阻止克蘭處決考古隊並安全撤離他們。然而，突擊隊們遭克蘭一名逃跑的獸化兵殘忍殺害，艾金斯被對方拿下。西恩打算摧毀飛船；當西恩與飛船交流時，他看到了史前時期外星人發明卡巴並撤離地球的影像。柯莉在飛船附近裝炸藥時被克蘭等人逮住，連同艾金斯成為人質。克蘭要求西恩解除卡巴裝甲，馬可斯介入雙方的僵持，隨後發生了戰鬥。馬克斯被克蘭殺害；艾金斯利用高壓電和手槍殺了獸化的布蘭蒂。殺死剩餘兩名獸化兵後，西恩發現克蘭已與受損的卡巴單元結合並變成了「卡巴獸化兵」（Guyver-Zoanoid）。克蘭以更強大的力量壓制了西恩，直到柯莉持槍打壞了克蘭頭上的控制金屬而失控，讓西恩趁機撕下對方的控制金屬，接著利用胸口的胸部粒子炮（Mega Smasher）將克蘭轟成灰。
事後，西恩向柯莉透露卡巴實際上是失敗的實驗產物：在史前時代，外星人曾試圖將原始人類變成卡巴來打仗，但人類反抗，迫使外星人離開地球。西恩傳達指令命令飛船返回母星。戰鬥結束後，艾金斯想招攬西恩幫助政府對抗克諾斯集團，但西恩拒絕並與柯莉一起開車離開。

## 演員
- 大衛·海特飾演西恩·巴克／卡巴（Sean Barker / The Guyver）[5]
  - 安東尼·胡克（Anthony Houk）飾演卡巴（皮套演員）
- 凱西·克里斯托弗森（Kathy Christopherson）飾演柯莉·愛德華茲（Cori Edwards）[5]
- 布魯諾·派屈克（Bruno Patrick）飾演亞倫·克蘭（Arlen Crane）[6]
  - 小池達朗（日语：小池達朗）飾演卡巴獸化兵（Guyver-Zoanoid，皮套演員）
- 克里斯多佛·麥可（英语：Christopher Michael）飾演艾金斯指揮官（Commander Atkins）[5]
- 史都華·韋斯（Stuart Weiss）飾演馬可斯·愛德華茲博士（Dr. Marcus Edwards）[7]
- 比莉·李（Billie Lee）飾演瀬川瑞紀（Mizky Segawa）[6]
- 坂本浩一飾演酒井（Sakai）
- 魯斯·金斯頓（英语：Russ Kingston）飾演急躁的希克（Impatient Hick）
- 奈森·朗（英语：Nathan Long (author)）飾演警察

## 製作
《强殖装甲：暗黑英雄》由王孫杰執導，身為幕後特效部門的他也是前作《強殖裝甲》（1991年）的聯合導演。在PG-13級的前作因愚蠢的劇情和過時的幽默遭受狠批後，本片改朝R級方向製作。王孫杰除了導演和製片外也親自設計、製作主角和怪物的皮套，片中的卡巴獸化兵（Guyver-Zoanoid）是他最喜歡的皮套設計。
大衛·海特被選來取代前集主角演員傑克·阿姆斯特朗（Jack Armstrong）。海特從王孫杰身上學習到關於橡膠皮套的製作和運用，多年後他將此發揮在導演處女作《狼人鎮》（2014年）上。

## 發行
《强殖装甲：暗黑英雄》最先於1994年4月20日日本發行，1994年10月19在美國以影帶首映發行。10月26日由映像娛樂發行雷射影碟。DVD分別在2004年8月17日和2016年9月27日發行。英國2007年發行特別加長版DVD。電影亦可透過美國地區的iTunes、Google Play和Amazon Prime Video取得。

## 反響
《强殖装甲：暗黑英雄》在影評和觀眾間整體評價褒貶不一，但普遍共識更勝前集《强殖装甲》。《娱乐周刊》的葛倫·肯尼（Glenn Kenny）將本片評為「B-」並稱：「整體宛如上演《金剛戰士》的一版R級之作......如果心態得當，那確實挺有趣。」網站的奈傑爾·霍尼伯恩（Nigel Honeybone）將電影稱為續集比前集更好的罕見案例之一；他認為雖然兩部電影有著共同的缺點（缺乏經驗的導演、糟糕的表演和有限的預算），但《强殖装甲：暗黑英雄》忠於原作這點（如暴力）為電影加了不少分。網站的班傑明·考克斯（Benjamin Cox）從滿分5星中給出2星，稱電影對前集的改進和新意不多、配角戲份沉悶且缺乏存在感，能看出導演在影帶首映電影預算下的盡力發揮，且主角海特表現優異。網站的大衛·強森（David Johnson）表示雖然《强殖装甲：暗黑英雄》「表演很差勁」但與前集相比「拍得更好」，「動作戲好上百倍且觀影過程令人愉悅。」網站的奈森·舒馬特（Nathan Shumate）也認同本片更勝前集，除了稱讚動作戲外，還表示大衛·海特取代傑克·阿姆斯特朗這點可謂進步。

## 後續
《强殖装甲：暗黑英雄》發行多年來，王孫杰和大衛·海特都有意製作第三部《强殖裝甲》電影。2013年，海特表示，多年前向王孫杰提交了《强殖装甲3》的綱要，但由於版權糾紛問題而遲遲未能實現。

## 備註
1. ↑  VHS[1]與雷射影碟[2]採用，而DVD則改為[3]。